# Метро-харбор-вью
Метро-харбор-вью (Metro Harbour View, 港灣豪庭) — высотный жилой комплекс, расположенный в Гонконге, в округе Яучимвон. Построен в 2003 году по проекту компании DLN Architects & Engineers на месте бывшей судоверфи. Девелопером является компания Henderson Land. Состоит из десяти 50-этажных башен высотой 171 метр (более 3,5 тыс. квартир), паркинга на 1,1 тыс. мест и спортивного комплекса, в подиуме расположен двухуровневый торговый центр Metro Harbour Plaza с супермаркетами, магазинами и ресторанами. Между башнями разбит сад с водоёмами и прогулочными дорожками.

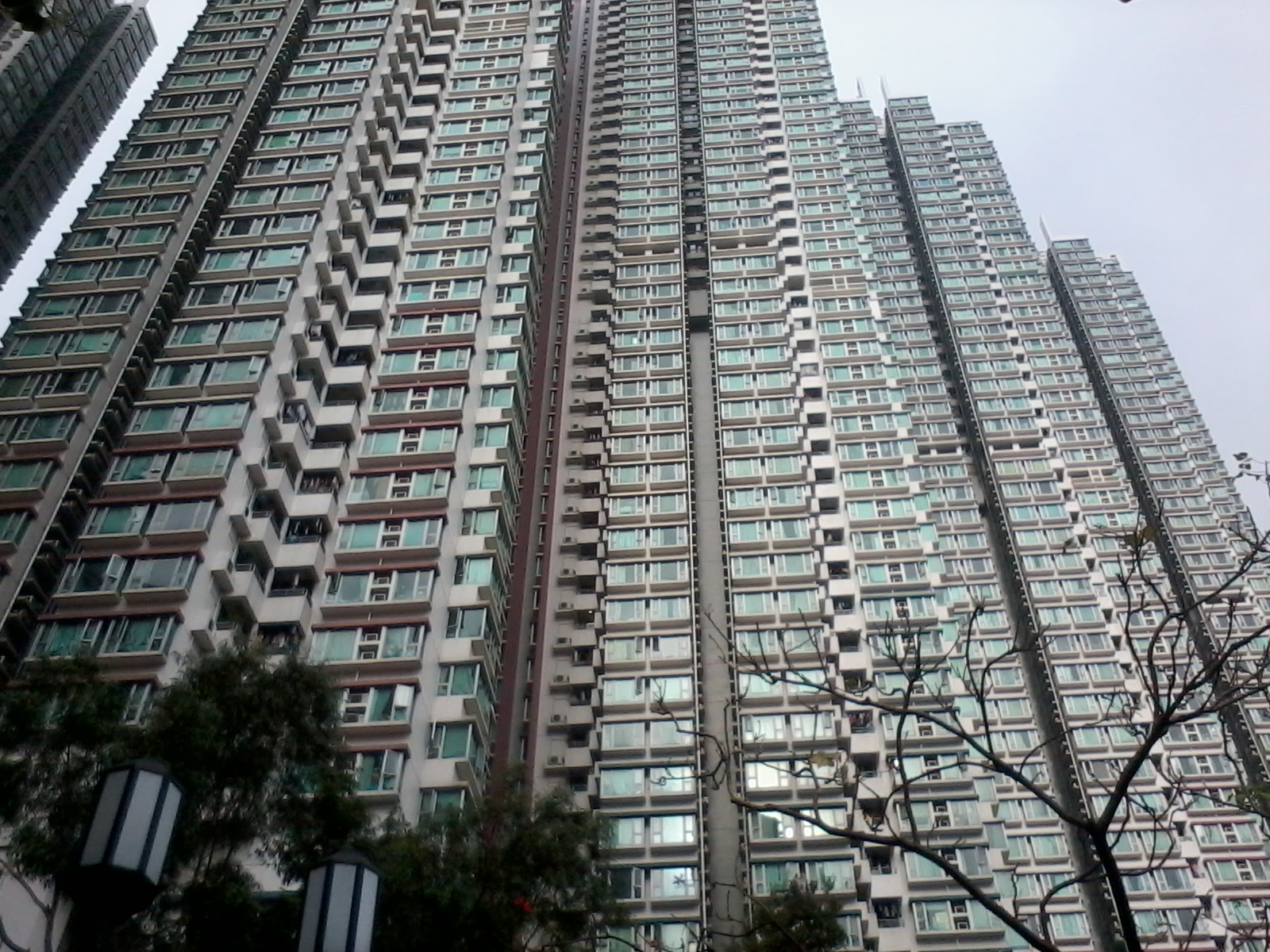
Башни
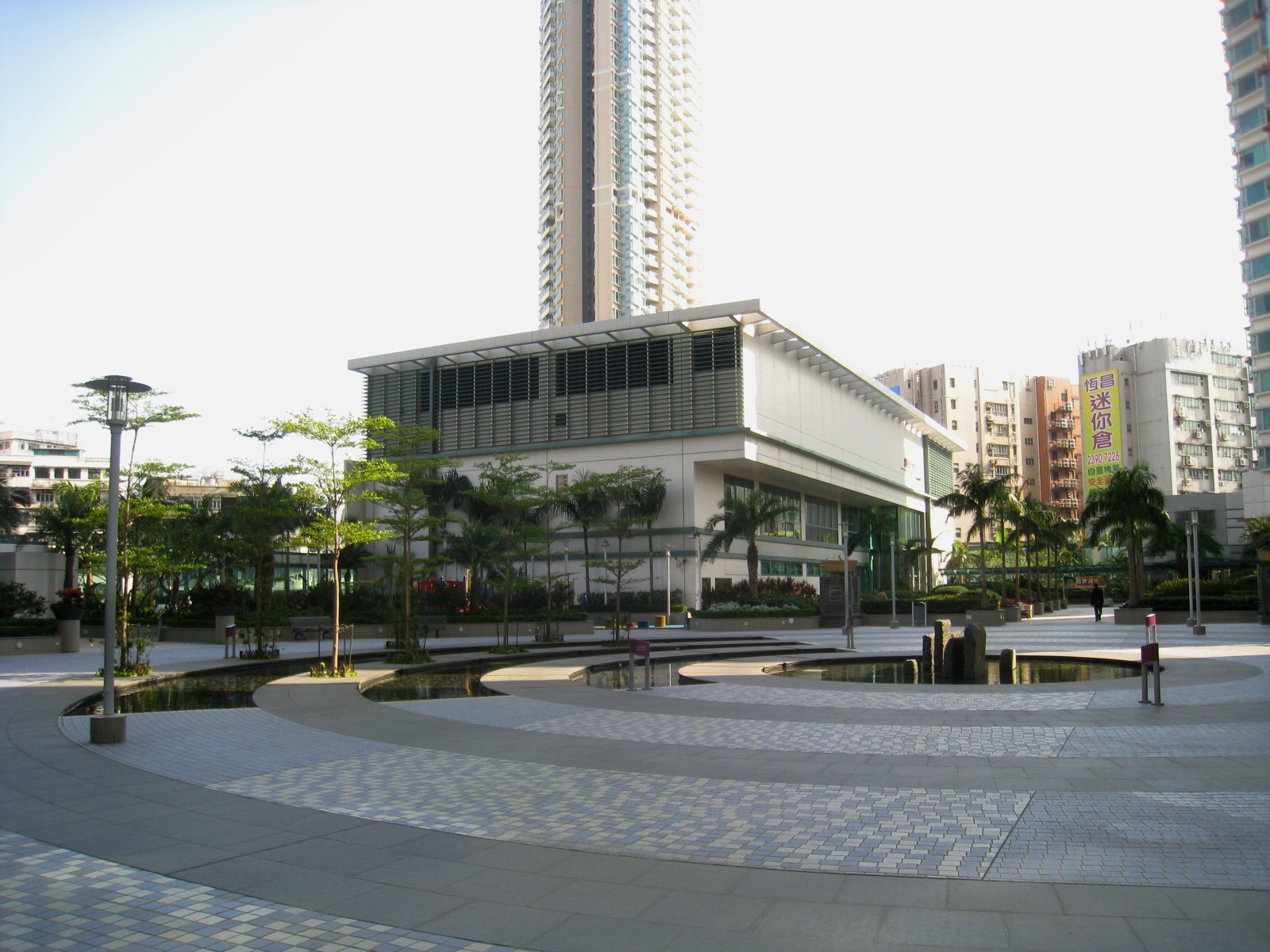
Спорткомплекс
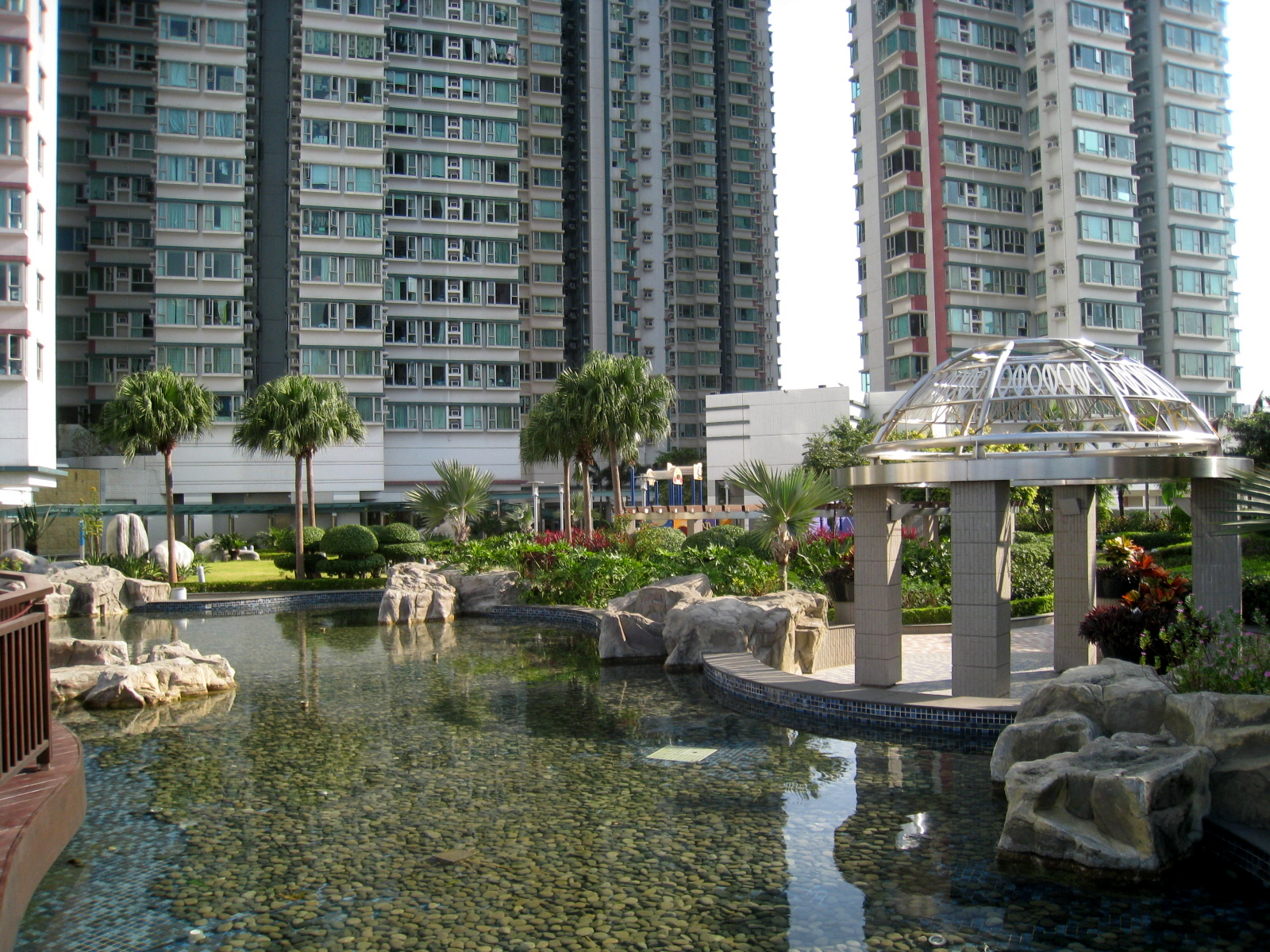
Сад
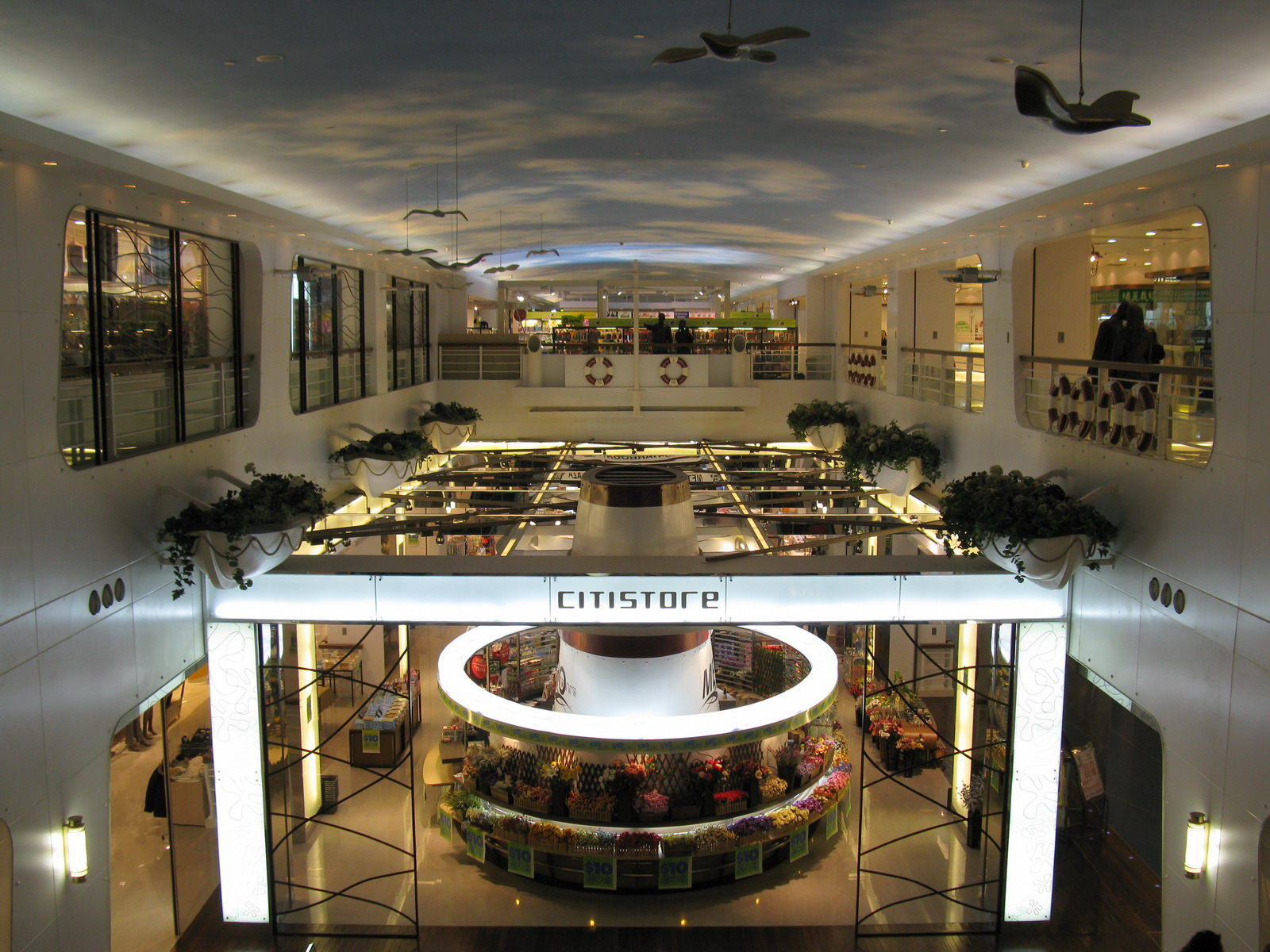
Торговый центр